# Ханси Милер
Ханси Милер (Штутгарт, 27. јул 1957) је бивши немачки фудбалер који је играо на позицији везног играча, био је познат по лидерским способностима на терену. Оба његова родитеља су била трансилванијског саксонског порекла и депортовани су из Румуније после Другог светског рата.
Био је званични амбасадор Штутгарта на Светском првенству 2006. и Инзбрука на Европском првенству 2008.

## Каријера

### Клуб
Сениорску каријеру је започео 1975. у Штутгарту. После Светског првенства 1982. се преселио у Италију како би две сезоне играо за Интер Милано, а потом је провео сезону у Кому.
Године 1985. се преселио у Аустрију како би играо за Сваровски Тирол, а 1990. је завршио играчку каријеру.

### Репрезентација
Као члан репрезентације Немачке, играо је на Европском првенству 1980, а пре тога наСветском првенству 1978, где је одиграо све четири утакмице. Играо је и на Светском првенству 1982, а следеће године је последњи пут наступао као члан репрезентације. Укупно је постигао пет голова за репрезентацију.

## Успеси

### Клуб

#### Сваровски Тирол
- Бундеслига Аустрије: 1988—89, 1989—90.
- Куп Аустрије: 1987—88.

### Репрезентација

#### Западна Немачка
- Европско првенство: 1980.
- Светско првенство: другопласирани 1982.

### Индивидуални
- Бундеслига Немачке: 1979/80, 1980/81.[11][12]
- Европско првенство: 1980.[13]
- Браво награда: 1980.[14]